# Hermann Alker
Hermann Reinhard Alker (* 12. März 1885 in Lambrecht; † 25. Mai 1967 in Karlsruhe) war ein deutscher Architekt und Hochschullehrer.

## Leben
Alker besuchte zunächst von 1901 bis 1904 die Kreisbaugewerkschule Kaiserslautern, studierte anschließend von 1904 bis 1911 an der Technischen Hochschule Karlsruhe bei Carl Schäfer, Josef Durm, Friedrich Ostendorf, Max Laeuger und Hermann Billing. Bei Reisen zu seinem in Tivoli bei Rom wohnenden Bruder in dieser Zeit wurde er bekannt mit italienischen Architekten, darunter Giuseppe Sacconi (1854–1905). Anschließend war Alker Assistent im Büro Ostendorfs und vertrat ihn ab 1914 auch auf dessen Lehrstuhl. Ab 1913 war er als Baupraktikant in der Staatlichen Hochbauverwaltung tätig, ab 1918 Assistent bei Karl Caesar (1874–1942) an der Karlsruher Hochschule. Nach der bestandenen 2. Staatsprüfung wurde er 1919 zum Regierungsbaumeister (Assessor im staatlichen Bauwesen) ernannt.
1920 promovierte er bei Walter Sackur (1871–1926) und habilitierte sich. Ab 1920/1921 hatte er an der Technischen Hochschule Karlsruhe einen Lehrauftrag inne, 1924 erhielt er eine außerordentliche Professur. Zudem übernahm er verschiedene Lehraufträge, unter anderem für Baustoffkunde, Darstellende Geometrie, Gebäudekunde, Geschichte der Architektur und Gartenkunst der italienischen Renaissance. 1928 nahm er an den Kunstwettbewerben der Olympischen Sommerspiele in Amsterdam teil, ebenso 1932 an den Kunstwettbewerben zu den Olympischen Sommerspielen in Los Angeles; bei letzteren errang er für seinen eingereichten Entwurf des Karlsruher Hochschulstadions zwar keine Medaille, aber in der Disziplin Stadtplanung eine „anerkennende Erwähnung“ des IOK. Zum 1. Mai 1933 trat er der NSDAP bei (Mitgliedsnummer 2.567.557), im selben Monat zudem der SS (SS-Nummer 143.202), deren förderndes Mitglied er ebenfalls wurde, zum 1. April desselben Jahres war er schließlich dem NSLB beigetreten. 1935 wurde er von den Nationalsozialisten als einer von zwölf Durlacher Stadtverordneten eingesetzt. 1936 erhielt er den Kulturpreis des Gauleiters in Baden. Mitarbeiter in Alkers Karlsruher Architekturbüro war unter anderem Erich Schelling.
Am 1. September 1937 wurde Alker von Adolf Hitler zum „Stadtbaurat mit besonderen Aufgaben“ in München ernannt und übernahm die Leitung der „Sonderbaubehörde Ausbau der Hauptstadt der Bewegung“. Auf Weisung Hitlers wurde Alker aber bereits am 27. Juni 1938 ohne Angabe von Gründen mit sofortiger Wirkung wieder entlassen, nachdem ein nicht genehmigtes Interview mit Alker im Völkischen Beobachter am 24. Juni 1938 erschienen war. Nachfolger Alkers als Leiter des Stadtbauamts wurde Karl Meitinger. 1939 erhielt Alker eine ordentliche Professur an der Technischen Hochschule Karlsruhe. Im selben Jahr gewann er den 1. Preis im Architektenwettbewerb um einen Entwurf für das Funkhaus des Reichssenders Stuttgart, dieser Entwurf wurde allerdings nicht ausgeführt. Ab 1940 lehrte er in Nachfolge von Hermann Billing an der Karlsruher Hochschule.
Wegen seiner NS-Vergangenheit wurde Alker am 30. Juni 1945 von der Militärregierung vom Hochschuldienst ausgeschlossen und 1950 nachträglich emeritiert. Im Nachkriegsdeutschland war er als freischaffender Architekt tätig. Unter anderem entwarf er nun zahlreiche Wohnbauten und öffentliche Einrichtungen – was eine der häufigsten Bauaufgaben der Architekten nach den Zerstörungen des Zweiten Weltkriegs war – und war an Michelangelo-Studien beteiligt.
Alkers Schaffen war in der von seinen Karlsruher Lehrmeistern geprägten Frühphase durch traditionelle Gestaltung gekennzeichnet, später ist der Einfluss der Moderne deutlich erkennbar. Alker verzichtete nun auf Schmuckelemente (beispielsweise beim nicht vollendeten Radiumsolbad in Heidelberg, 1924) und setzte zur Gliederung der Baukörper lediglich Backstein ein. Zur Fassadenstrukturierung verwendete er hauptsächlich Putz und Zementguss.

## Bauten und Entwürfe (Auswahl)

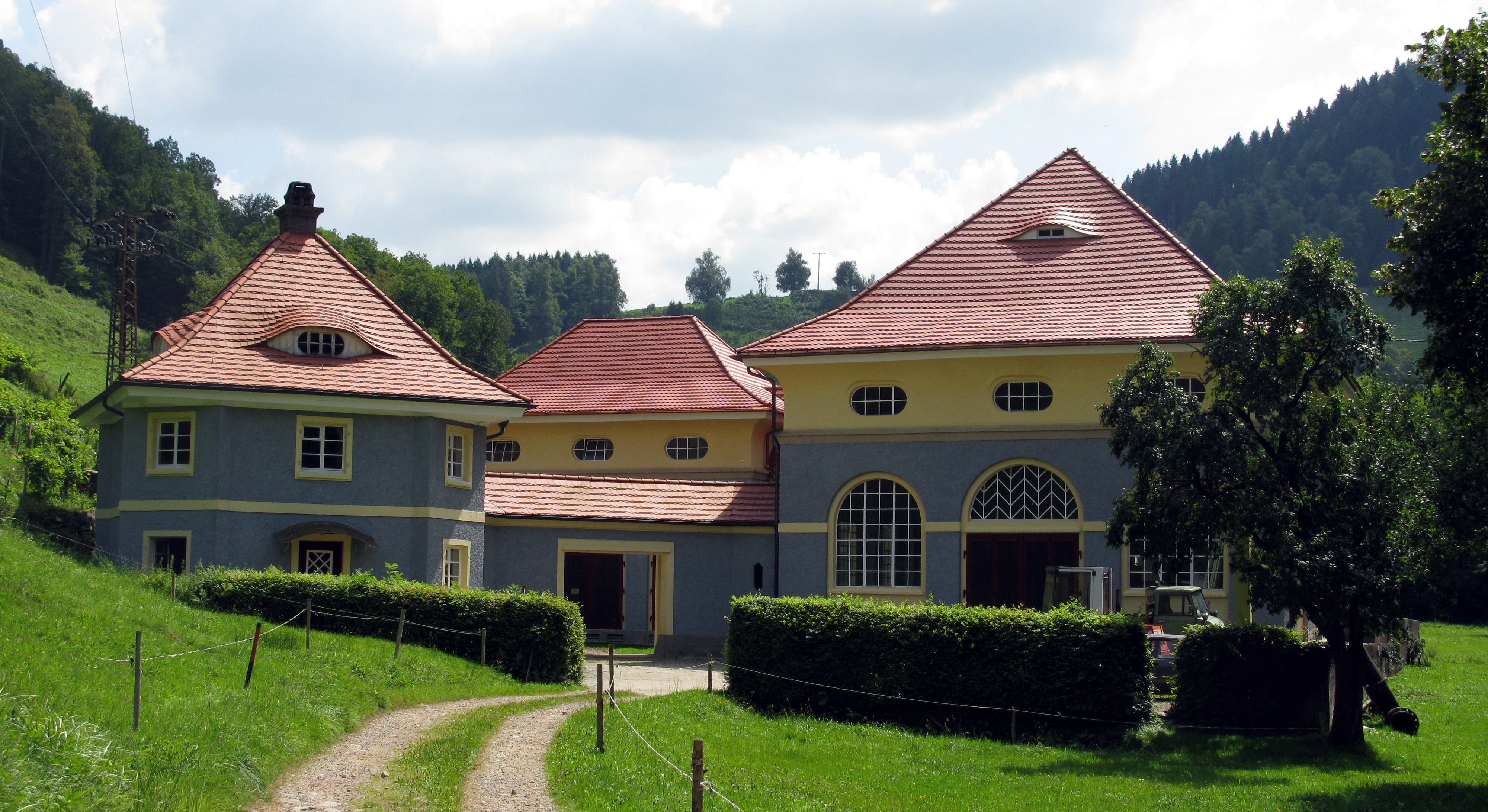
Zweribachwerk

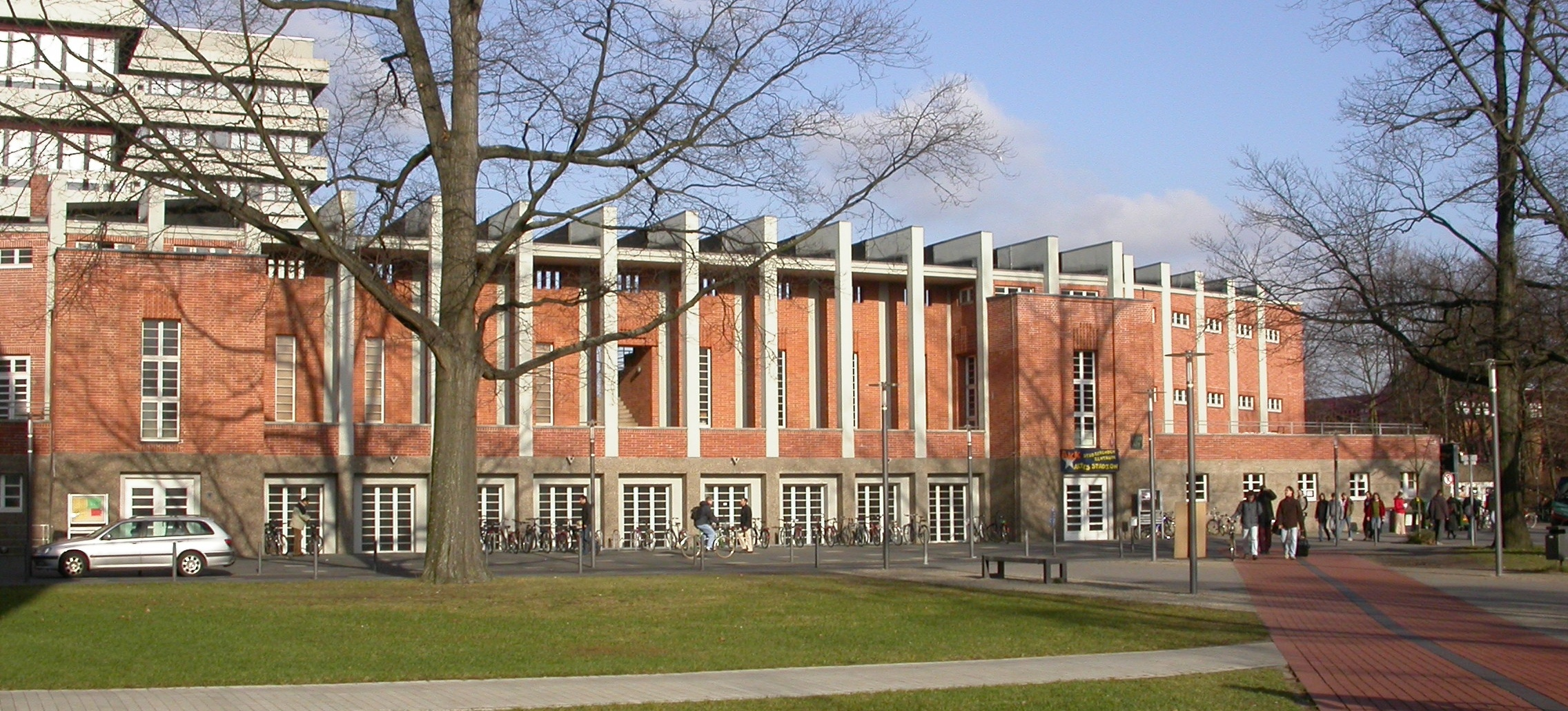
Altes Stadion in Karlsruhe

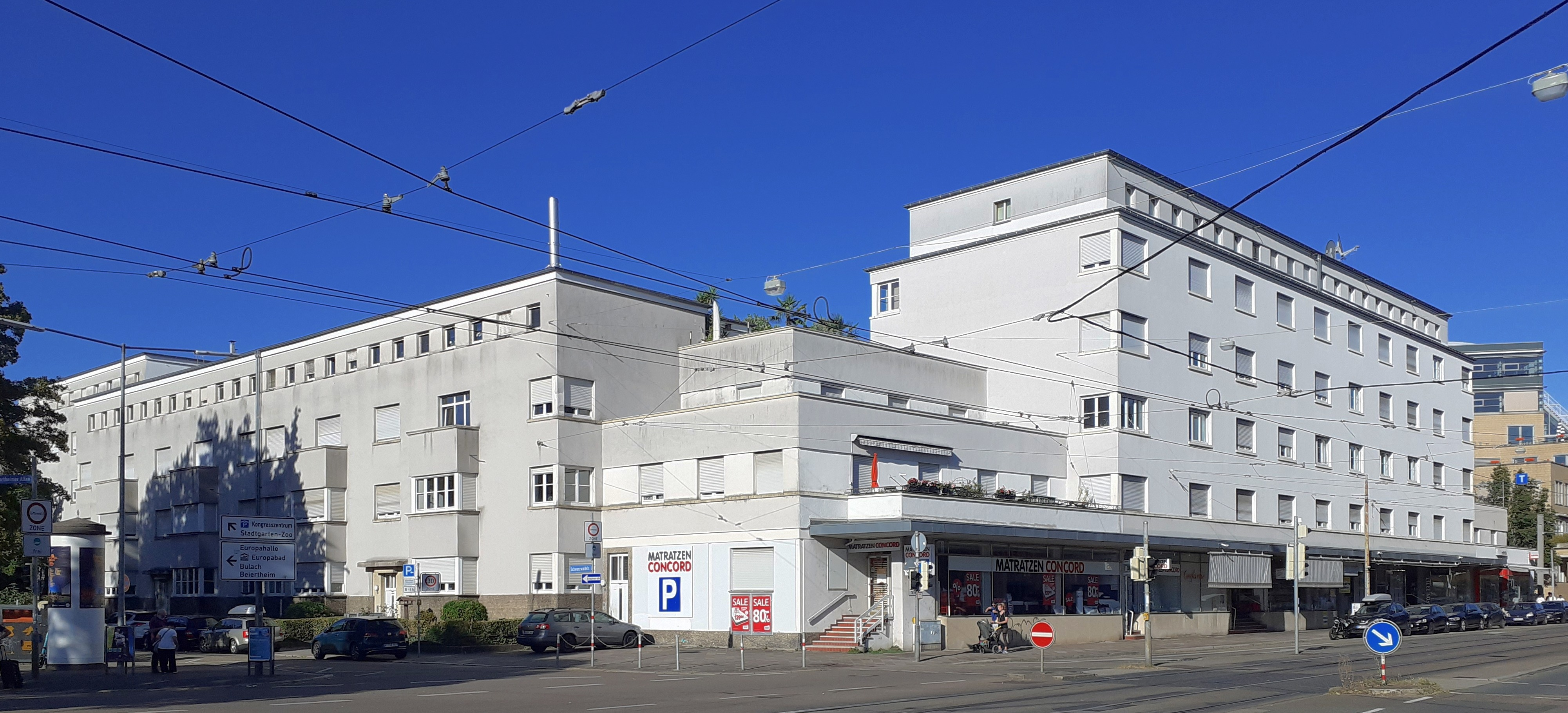
Wohnblock an der Ebertstraße in Karlsruhe, 1930

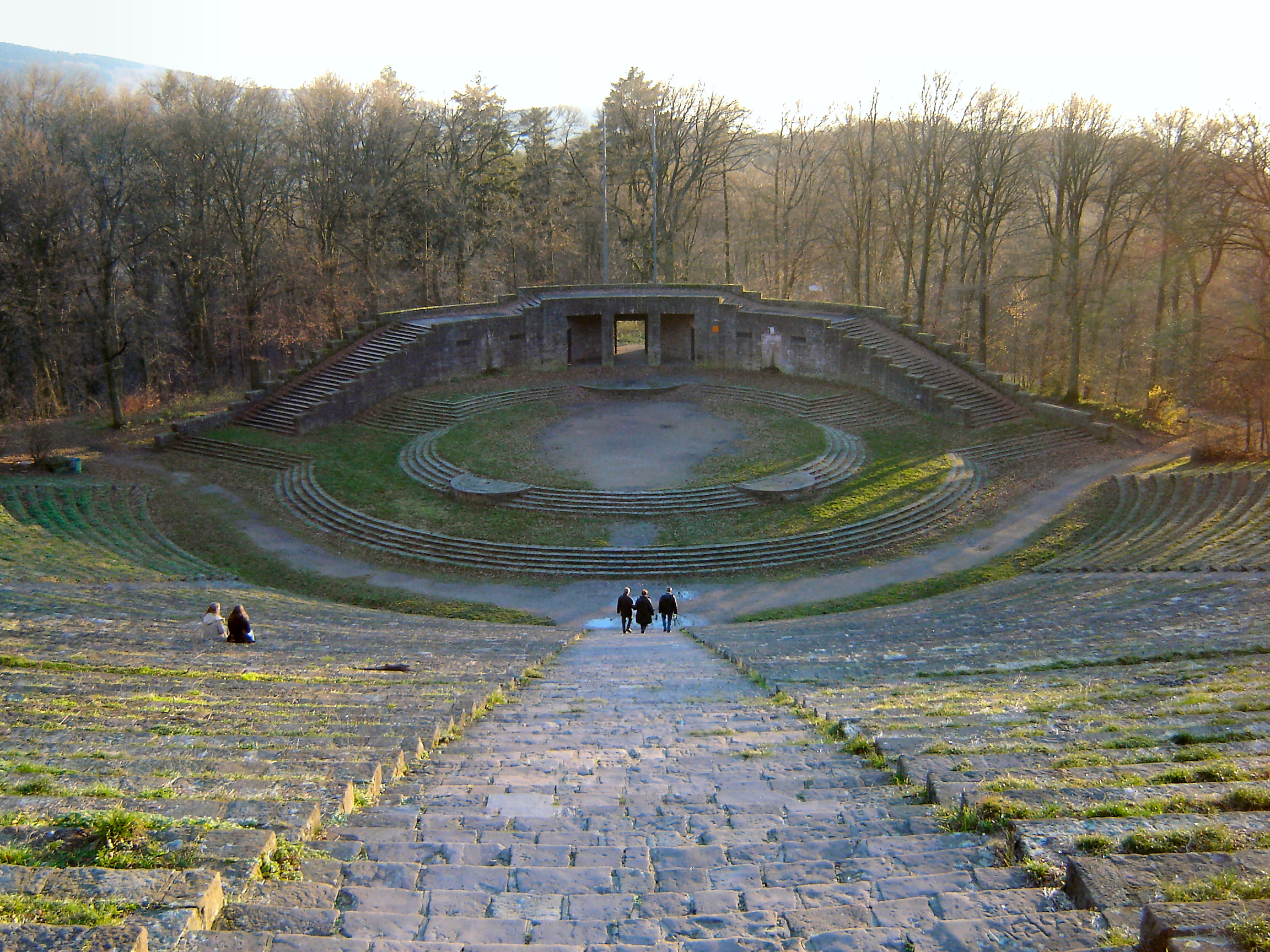
Heidelberger Thingstätte auf dem Heiligenberg

- 1921–1922: Kraftwerk Sasbachwalden
- 1923: Kraftwerk des Unternehmens Gütermann am Zweribach, sog. Zweribachwerk
- 1923–1926: Dornwaldsiedlung in Karlsruhe-Durlach
- 1924–1934: Altes Stadion der Technischen Hochschule Karlsruhe am Paulckeplatz
- 1924–1925: Radium-Solbad in Heidelberg (unvollendet)
- 1926–1927: Matthäuskirche in Karlsruhe
- 1926–1927: Evangelische Kirche in Obermutschelbach
- 1926–1927: Kitt- und Kreidefabrik Peppler am Karlsruher Rheinhafen
- 1927: Entwurf für das Hochspannungsinstitut der Technischen Hochschule Karlsruhe
- 1927–1928: Stadion der Universität Freiburg im Breisgau
- 1928: Stadion in Neustadt an der Weinstraße
- 1928: Innenumbau der Stiftskirche in Neustadt an der Weinstraße
- 1928: Filialkirche Heilige Maria Magdalena in Kittersburg (heute zu Kehl gehörend)
- 1928: Train-Denkmal in Durlach zur Erinnerung an die Gefallenen des Badischen Train-Bataillons Nr. 14
- 1930: Rathaus in Lichtenau (Baden)
- 1933: Erneuerung der historischen Kirche in Sand bei Bühl
- 1933–1944: Entwurf für ein „Denkmal der Bewegung“ in München (zusammen mit Hermann Giesler und Albert Speer; geplant an der Stelle des Münchner Hauptbahnhofs, nicht ausgeführt)
- 1934–1936: „Thingstätte“ (Freilichtbühne) bei Heidelberg, auf dem Bergsattel zwischen dem Heiligenberg und dem Michaelsberg
- 1934–1937: Entwurf einer „Thingstätte“ für Karlsruhe
- 1935–1937: Grenzlandtheater in Zittau (zusammen mit Alfred Hopp)
- 1936: Stadthalle in Gießen
- 1936–1937: SS-Kaserne Radolfzell
- 1936–1939: Entwürfe für ein Theater in Zwickau
- 1937–1938: Generalbebauungsplan für München
- 1938: „Engländerdenkmal“ auf dem Schauinsland
- 1937: Wettbewerbsentwurf für ein Gauhaus in Karlsruhe
- 1937–1939: Schlageter-Denkmal in Schönau im Schwarzwald
- 1938–1941: Entwurf für das Gästehaus der Stadt München
- 1940–1941: Entwurf zur Neubebauung des Hochschulgeländes in Karlsruhe
- 1941: Wettbewerbsentwurf zur „Gauhauptstadt Straßburg“
- 1940–1957: Bauten für das Unternehmen F. Meyer Eisen- & Stahlindustrie in Dinslaken und Siegen

Außerdem entwarf er zahlreiche Wohnbauten in Karlsruhe (unter anderem um 1930 die Blockbebauung in der Südweststadt zwischen Schwarzwald-, Ebert-, Schnetzler- und Klosestraße).

## Schriften
- Friedrich Ostendorf (Verf.), Hermann Alker u. a. (Hrsg.): Die deutsche Baukunst im Mittelalter. Aus seinem Nachlass herausgegeben von seinen Schülern. Verlag von Wilhelm Ernst & Sohn, Berlin 1922.
- Hermann Reinhard Alker: Die Portalfassade von St. Peter in Rom nach dem Michelangeloentwurf im Zusammenhang mit der Gesamtarchitektur des Domes. (2 Bände) Dissertation, Technische Hochschule Karlsruhe 1923.
- Badisches Ministerium des Kultus und Unterrichts (Hrsg. Hermann Reinhard Alker): Vorlagen für den Fachzeichen- und Modellierunterricht der Bauhandwerker an den Gewerbeschulen. [Nebst] Anleitung für das technische Skizzieren und Zeichnen und das Modellieren der Maurer sowie zur Benützung der Vorlagen für den Fachzeichen- und Modellierunterricht der Bauhandwerker an den Gewerbeschulen. C. F. Müller Verlag, Karlsruhe 1925.
- Hermann Reinhard Alker: Anlagen für Wehrsport und allgemeine Leibesübungen an der Technischen Hochschule Karlsruhe. (mit einem Plan im Maßstab 1:500) Karlsruhe 1933.
- Hermann Reinhard Alker: Michelangelo und seine Kuppel von St. Peter in Rom. Braun Verlag, Karlsruhe 1968.

## Nachlass
Sein umfangreicher beruflicher Nachlass liegt im Südwestdeutschen Archiv für Architektur und Ingenieurbau.